# 比尔·克里斯蒂安
比尔·克里斯蒂安（英語：Bill Christian，1938年1月29日—），美国男子冰球运动员。他曾代表美国国家队参加1960年和1964年冬季奥林匹克运动会冰球比赛，其中1960年冬季奥运会获得一枚金牌。